# Wolfram Thiele

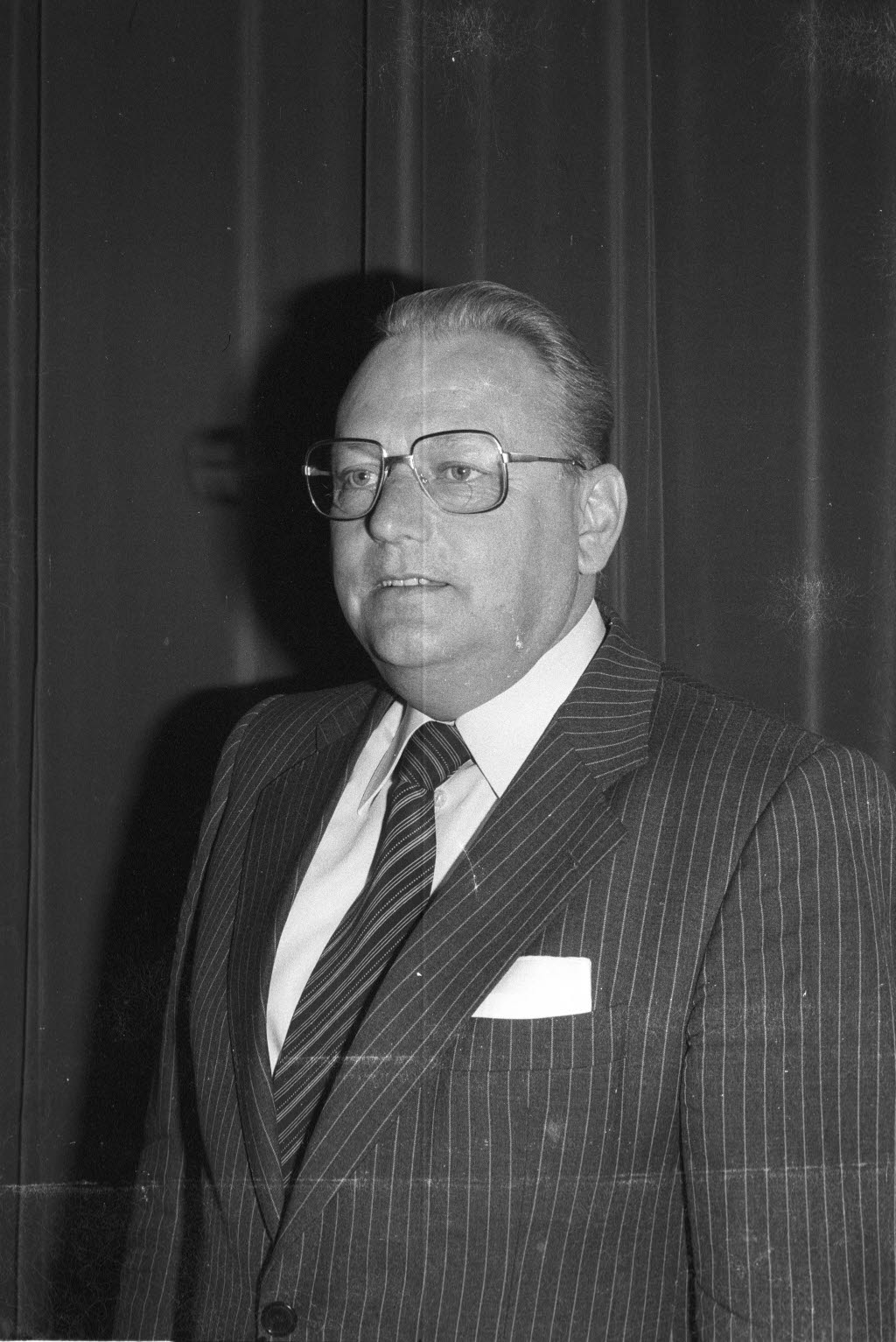
Wolfram Thiele (1978)

Wolfram Thiele (* 2. November 1922 in Rastatt; † 17. Februar 2008) war ein deutscher Manager und Verbandsfunktionär.
Thiele war promovierter Diplom-Kaufmann. Nachdem er mehrere Jahre bei der MAN AG tätig gewesen war, wurde Thiele 1970 im Zug der Einbeziehung der Gutehoffnungshütte (GHH) in den MAN-Unternehmensverbund Vorstandsmitglied der Gutehoffnungshütte Sterkrade AG, 1974 wurde er Vorstandsmitglied der MAN AG, zuständig für Personal- und Sozialangelegenheiten. Thiele war von 1977 bis 1985 an der Präsident von Gesamtmetall und später ihr Ehrenpräsident. Ab 1986 war er Mitglied des Vorstandes und Arbeitsdirektor der MAN-GHH, bis er aus Altersgründen ausschied. Er war ferner Vizepräsident der Bundesvereinigung der Deutschen Arbeitgeberverbände (BDA), Mitglied im Präsidium des Bundesverbandes der Deutschen Industrie (BDI) und Präsident der Vereinigung der Westeuropäischen Metallindustrie (WEM).